# Пітиляк Микола Іванович
Мико́ла Іва́нович Пітиля́к (нар. 17 грудня 1909, Річка, нині Косівського району Івано-Франківської області — пом. 25 травня 1968, там само) — український майстер художнього різьблення та інкрустації по дереву.
Вироби: меблі, декоративні тарелі, чорнильні набори.